# Alt Placht
Alt Placht ist ein ehemaliges Gutsdorf, das heute zum Ortsteil Densow der Stadt Templin im brandenburgischen Landkreis Uckermark gehört. Es ist Sitz einer Försterei und ist bekannt durch eine kleine Fachwerkkirche.

## Geografie
Der uckermärkische Ort Alt Placht liegt im Norden Brandenburgs, etwa in der Mitte zwischen Lychen und Templin in einer hügeligen, durch die Eiszeit geprägten Endmoränenlandschaft im Naturpark Uckermärkische Seen. Er befindet sich in einer seen- und waldreichen Gegend, die von Kiefern dominiert wird und in der aufgrund der kargen Böden nur wenig Landwirtschaft betrieben wird. Schon seit über 100 Jahren ist hier der Sitz der Försterei (vormals Oberförsterei) Alt Placht. Die jährliche Niederschlagsmenge beträgt 640 Millimeter und die jährliche Durchschnittstemperatur knapp acht Grad Celsius.

## Verkehr

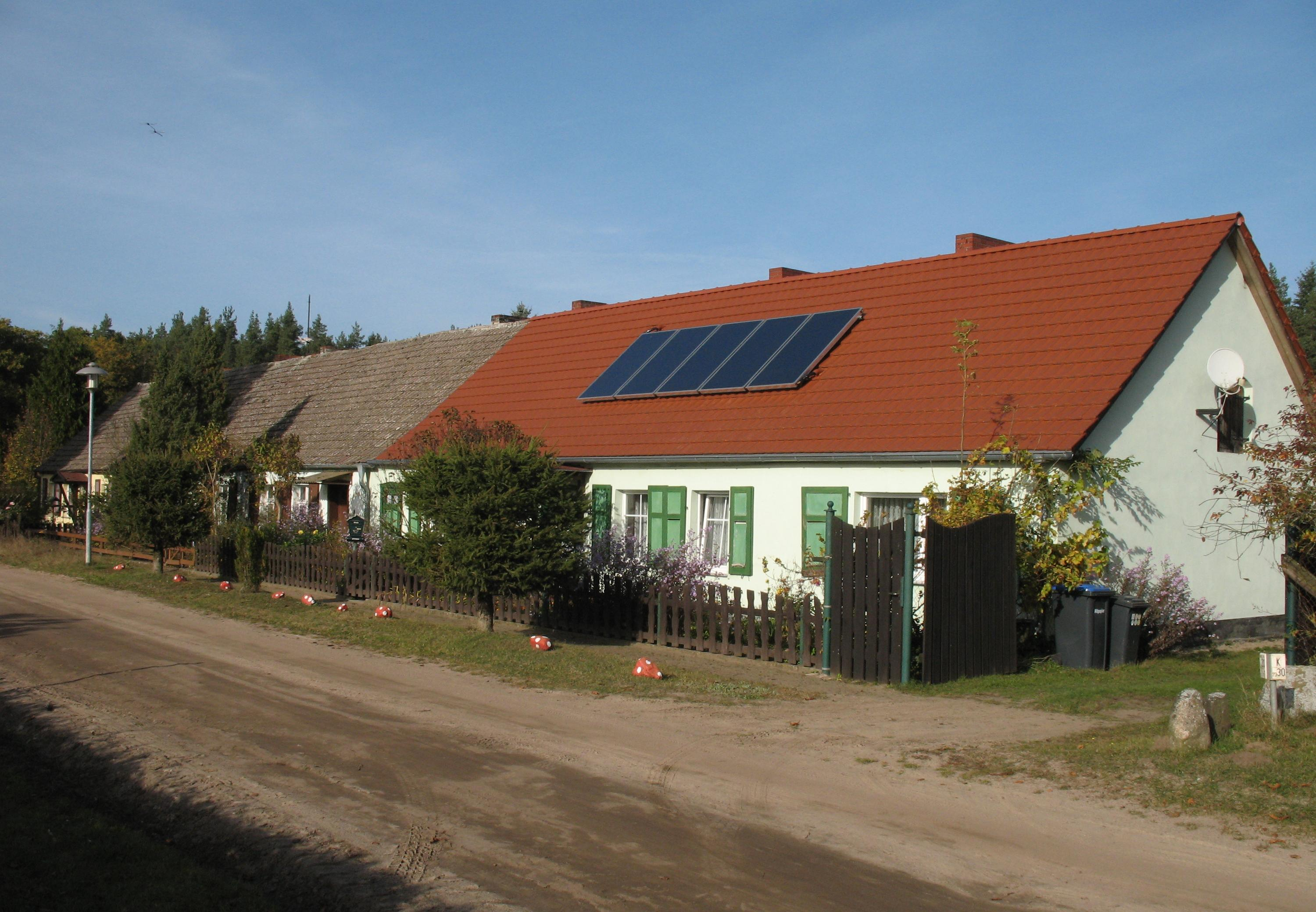
Straße Alt-Placht

Der Ort Alt Placht ist heute verkehrlich abgelegen. Er ist über einen etwa zwei Kilometer langen unbefestigten Verbindungsweg von der Straße Lychen–Templin erreichbar. Im Mittelalter lag er an einem Handelsweg, der von Frankfurt (Oder) über Templin nach Mecklenburg verlief. In etwa einem Kilometer Entfernung führte Bahnstrecke Templin–Fürstenberg vorbei, an der ab 1899 die Haltestelle Alt Placht bestand. Die Gleise wurden zuletzt als Draisinenstrecke genutzt und 2022 abgebaut. Außerdem führt der Radweg Tour Brandenburg am Ort vorbei.

## Geschichte
Das Dorf Placht wurde erstmals 1307 als askanische Kolonisation urkundlich erwähnt. Die Besiedlungsgeschichte geht jedoch bis in die Zeit der Völkerwanderung zurück. Der Ortsname stammt wahrscheinlich aus der altslawischen (platha = Blache) oder polnischen Sprache (plachta = Hache oder Tuch). Ende des Mittelalters wurde der Ort wüst und die zur Stadt Templin gehörende Gemarkung wechselte ab 1608 mehrmals den Besitzer. 1696 wurde ein Gutshof gegründet. Schließlich vernichtete im Jahr 1758 ein großes Feuer das Dorf, wobei nur die Kirche stehen blieb. 1763 wurde das herrschaftliche Gut wieder aufgebaut und 1773 in Alt Placht und Neu Placht aufgeteilt, wobei es sich bei Neu Placht um das Vorwerk handelt. In Alt Placht wurde zwischen 1846 und 1869 eine Glashütte betrieben. Nach weiteren Besitzerwechseln wurde das Gut 1899 an den preußischen Staat verkauft, der dort eine Oberförsterei einrichtete. Anschließend wurden die umliegenden, kargen Böden weitgehend aufgeforstet.

## Fachwerkkirche

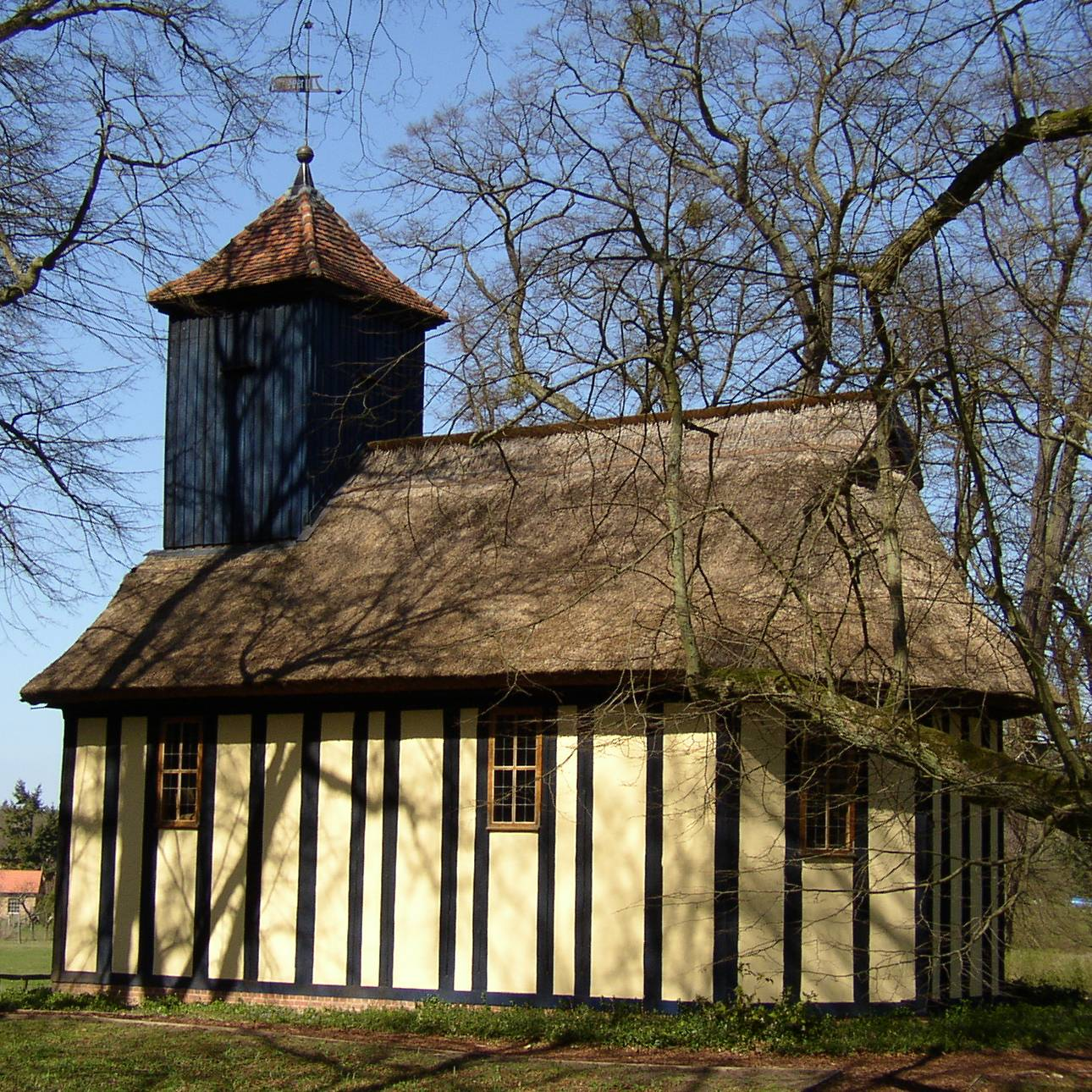
„Kirchlein im Grünen“

Die bekannteste Sehenswürdigkeit ist das Kirchlein im Grünen. Dabei handelt es sich um eine kleine Fachwerkkirche mit reetgedecktem Satteldach und einem hölzernen Kirchturm. Sie steht allein und umgeben von 500 Jahre alten Linden in der Flur. Erbaut wurde sie um 1700 an der Stelle der alten Dorfkirche als Kapelle des Gutes Placht. Zu Zeiten der DDR war die Kirche dem Verfall preisgegeben und sollte abgerissen werden. Auf Grund der Baufälligkeit wurde die Glocke abtransportiert und 1980 in einem Glockenstuhl auf dem Hof des St. Elisabeth-Stiftes in der Eberswalder Straße in Berlin neu eingeweiht.
Seit der Wende kümmert sich der Förderverein Kirche Alt Placht um den Wiederaufbau und die Restaurierung, die inzwischen nahezu abgeschlossen ist.